# FT 30
Le FT 30 (ne pas dire FTSE 30) est un indice boursier des entreprises britanniques, initié par Financial News, un journal du groupe Financial Times. Il fut publié la première fois le 1er juillet 1935 sous le nom FN Ordinary Index. C'est le plus ancien des indices boursiers britanniques. Alors que dans les années 1960, de nouveaux indices apparaissent en Grande Bretagne, le FT 30 devient désuet. Avec le début de l'indice FTSE 100 en 1984, il perd encore de son utilité.

## Entreprises du FT 30
Voici les entreprises qui faisaient initialement partie du FT 30:
| - Associated Portland Cement - Austin Motor Company - Bass Brewery - Bolsover Colliery Company - Callender's Cable & Construction Company - Coats PLC - Courtaulds - Distillers Company - Dorman Long - Dunlop Rubber | - Electric and Musical Industries - Fine Spinners and Doublers - General Electric Company - Guest, Keen and Nettlefolds - Harrods - Hawker Siddeley - Imperial Chemical Industries - Imperial Tobacco - International Tea Co. Stores - London Brick Company | - Murex - Patons and Baldwins - Pinchin Johnson & Associates - Rolls-Royce - Tate & Lyle - Turner & Newall - United Steel Companies - Vickers-Armstrongs - Watney Combe & Reid - Woolworths Group |

Entreprises faisant actuellement partie du FT 30 (au 24 avril 2018).
| - Associated British Foods - BAE Systems - BP - British American Tobacco - BT Group - Burberry - Compass - Diageo - Experian - GlaxoSmithKline | - International Consolidated Airlines Group - ITV - Land Securities - Legal & General - Lloyds Banking Group - Man Group - Marks & Spencer - Melrose Industries - National Grid - Next Group | - Reckitt Benckiser - Royal Bank of Scotland - RSA Insurance Group - Smiths Group - Standard Life Aberdeen - Tate & Lyle - Tesco - Vodafone - WPP - 3i |

## Autres indices en cours en Grande Bretagne
- FTSE 100
- FTSE 250
- FTSE 350
- FTSE/Athex 20
- FTSE Bursa Malaysia KLCI
- FTSE MIB
- FTSE/JSE All-Share Index